# 山田朱織枕研究所
山田朱織枕研究所（やまだしゅおりまくらけんきゅうじょ）は、神奈川県相模原市のオーダーメイド枕販売会社。16号整形外科を併設し、代表者山田朱織は16号整形外科の院長。

## 概要
2003年設立。16号整形外科の院長山田朱織が代表取締役を務める。
主にオーダーメイド枕の整形外科枕の販売を行う。オーダーメイド枕販売のほか、オーダーメイドベッドおよび寝具・寝装の研究開発や製造販売・サポート、睡眠環境の改善のための情報提供・コンサルティングを手がける。

## 直営計測所・提携病院
- 神奈川相模原本店[2]  - 神奈川県相模原市
- 東京渋谷支店[3]  - 東京都渋谷区
- 提携病院